# Diana's Dress Reform
Diana's Dress Reform è un cortometraggio muto del 1914 diretto da Ralph Ince interpretato da Anita Stewart.

## Produzione
Il film fu prodotto dalla Vitagraph Company of America.

## Distribuzione
Distribuito dalla General Film Company, il film - un cortometraggio in una bobina - uscì nelle sale cinematografiche statunitensi il 7 gennaio 1914.